# 巴彦淖尔镇
巴彦淖尔镇，是中华人民共和国内蒙古自治区锡林郭勒盟苏尼特左旗下辖的一个乡镇级行政单位。

## 行政区划
巴彦淖尔镇下辖以下地区：
柴达木嘎查、乌兰淖尔嘎查、那仁宝拉格嘎查、查干宝拉格嘎查、巴彦舒盖嘎查、塔日根淖尔嘎查、巴彦德力格尔嘎查、查干淖尔嘎查、巴彦昌图嘎查、巴彦锡力嘎查、呼和淖尔嘎查、额勒苏图嘎查、吉布呼郎图嘎查和达布希勒图嘎查。

## 交通
- 222省道